# 北へ (小林旭の曲)
『北へ』（きたへ）は、1977年1月25日に発売された小林旭のシングル。

## 概要
- 作詞は石坂まさをで、作曲は叶弦大、編曲は竜崎孝路である。
- 当時1977年の小林は、1975年1月発売の「昔の名前で出ています」が2年の後になって大ヒットし、当曲の「北へ」も同時期にヒット、22.9万枚のセールスを記録した。

## 収録曲
- 両楽曲共に、作詞：石坂まさを、作曲：叶弦大、編曲：竜崎孝路

1. 北へ（3分52秒）
2. ゆきこ（3分33秒）

## カバー
| 歌手       | 収録作品         | 発売日        | レーベル         | 規格品番   |
| ---------- | ---------------- | ------------- | ---------------- | ---------- |
| 高田みづえ | 秋冬             | 1984年1月1日  | ユニオンレコード | UE-559     |
| 高田みづえ | 秋冬〜季節めぐり | 1984年4月21日 | ユニオンレコード | GU-57      |
| 西方裕之   | 哀愁演歌名曲集   | 1997年1月22日 | BMG              | BVCH-642   |
| 西方裕之   | 哀愁演歌名曲集   | 2003年4月23日 | キングレコード   | KICX-605   |
| 北川大介   | 目指せ!タフガイ  | 2003年7月24日 | 日本クラウン     | CRCN-20294 |
| 長保有紀   | 長保有紀全曲集   | 2006年11月8日 | 日本クラウン     | CRCN-40992 |